# 大阪府道125号安満前島線
大阪府道125号安満前島線（おおさかふどう125ごう あままえしません）は、大阪府高槻市を通る一般府道である。

## 概要
高槻市安満北の町から高槻市前島1丁目に至る。おおむね全線にわたって1 - 1.5車線分程度の狭い幅員の道路が続く。起点の安満北の町から京都府道・大阪府道67号西京高槻線（西国街道）交点までは桧尾川の右岸堤防上を、同交点より阪急京都本線のガード下までは同川の左岸堤防上を通る。また同ガード下付近から国道171号までの約300 mは小型特殊自動車を除いて自動車通行止めになっている。さらに終点側の約800mの区間は淀川の右岸堤防上を通る。
前述の通り、全線にわたって狭隘な路線でありながら交通量は昼夜問わずあり、行き違いなどには苦労を要する場面が多々ある。
中でも起点から京都府道・大阪府道67号西京高槻線交点までの桧尾川右岸堤防上の区間は、高槻市市街地北部と東部を市内を経由せず通り抜けるのに便利である事から、抜け道として利用する車が多いのに対し、ほぼ一車線区間が続くのに対して道路の両側に家々が立ち並び、見通しの悪いカーブ区間が続くのにもかかわらず、走行する自動車のほとんどがスピードを落とさず走行をするので通行には要注意である。またこの区間は付近高校の通学生の自転車も多く走る。
桧尾川を渡り、左岸堤防上にルートを移し、JR西日本東海道本線の踏切を越てからは少しの区間は二車線の幅員が確保されるが、阪急ガード下からは再び狭隘な区間となる。なお前述の通り、国道171号交点までは自動車通行止めとなっているが、国道へは府道を通らず桧尾川左岸堤防上を進むか、阪急京都本線の築堤沿いの道をイオン高槻店周辺道路まで迂回して進めばよい。この区間も抜け道として利用する車が多く見受けられる。
国道171号交点から先、淀川右岸堤防までの区間も一部に二車線区間はあるものの、終始行き違いの難しい狭隘な区間が続いている。なお、淀川右岸堤防上へと上るルートは特に狭い区間となっており、同府道はY字に分岐する上り道を左折後、堤防上で踵を返すがごとしのUターンを強いるルートをとっており、カーナビゲーションに従って車を運転してきた場合、上述のルートを示すことがあるため要注意である。

### 路線データ
- 起点：高槻市安満北の町（京都府道・大阪府道79号伏見柳谷高槻線交点）
- 終点：高槻市前島1丁目（大阪府道17号枚方高槻線交点）

## 路線状況

### 重複区間
- 京都府道・大阪府道67号西京高槻線（高槻市山手町1丁目 - 高槻市萩之庄1丁目）

## 地理

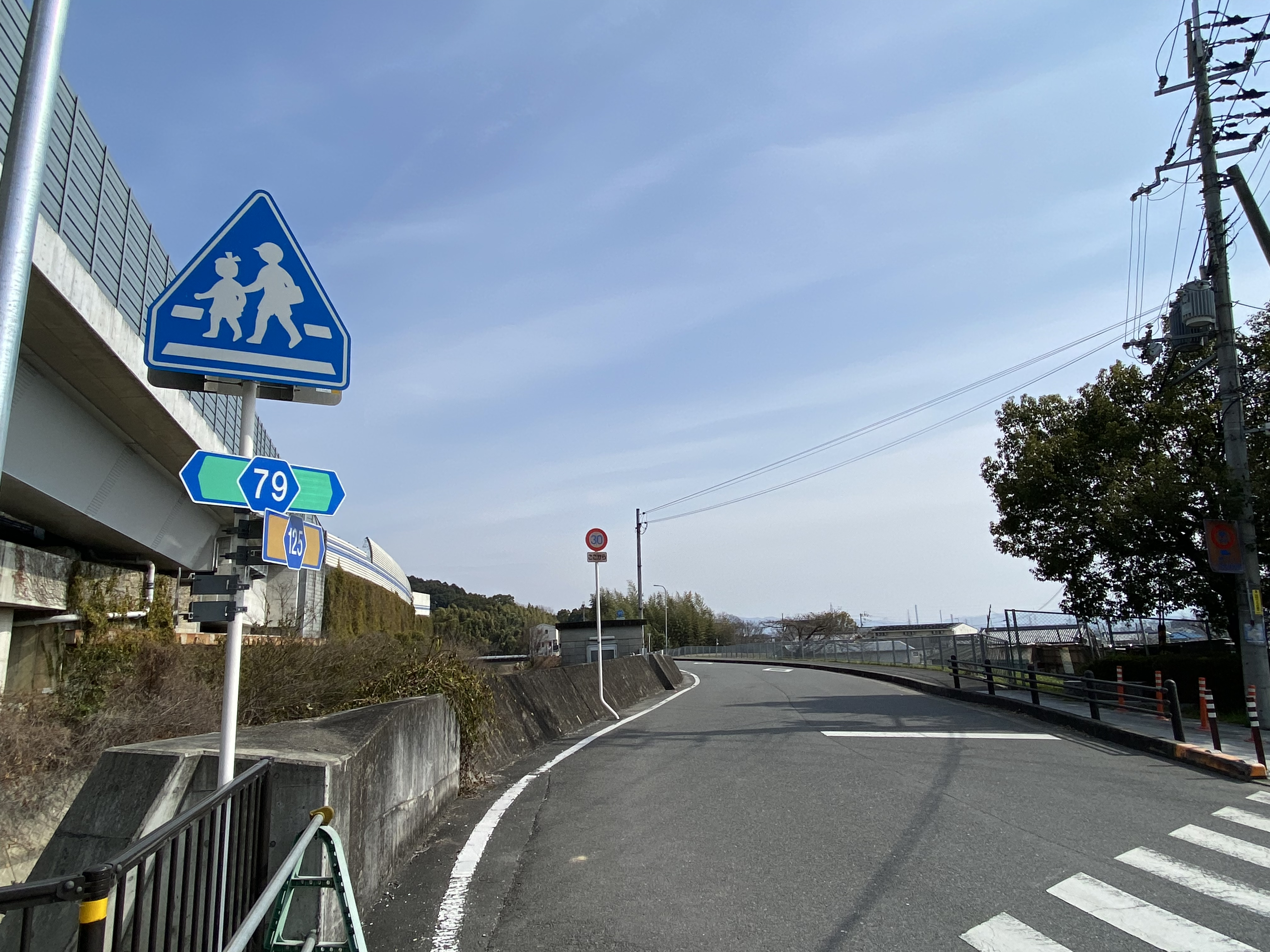
大阪府道125号線の起点（安満北の町）

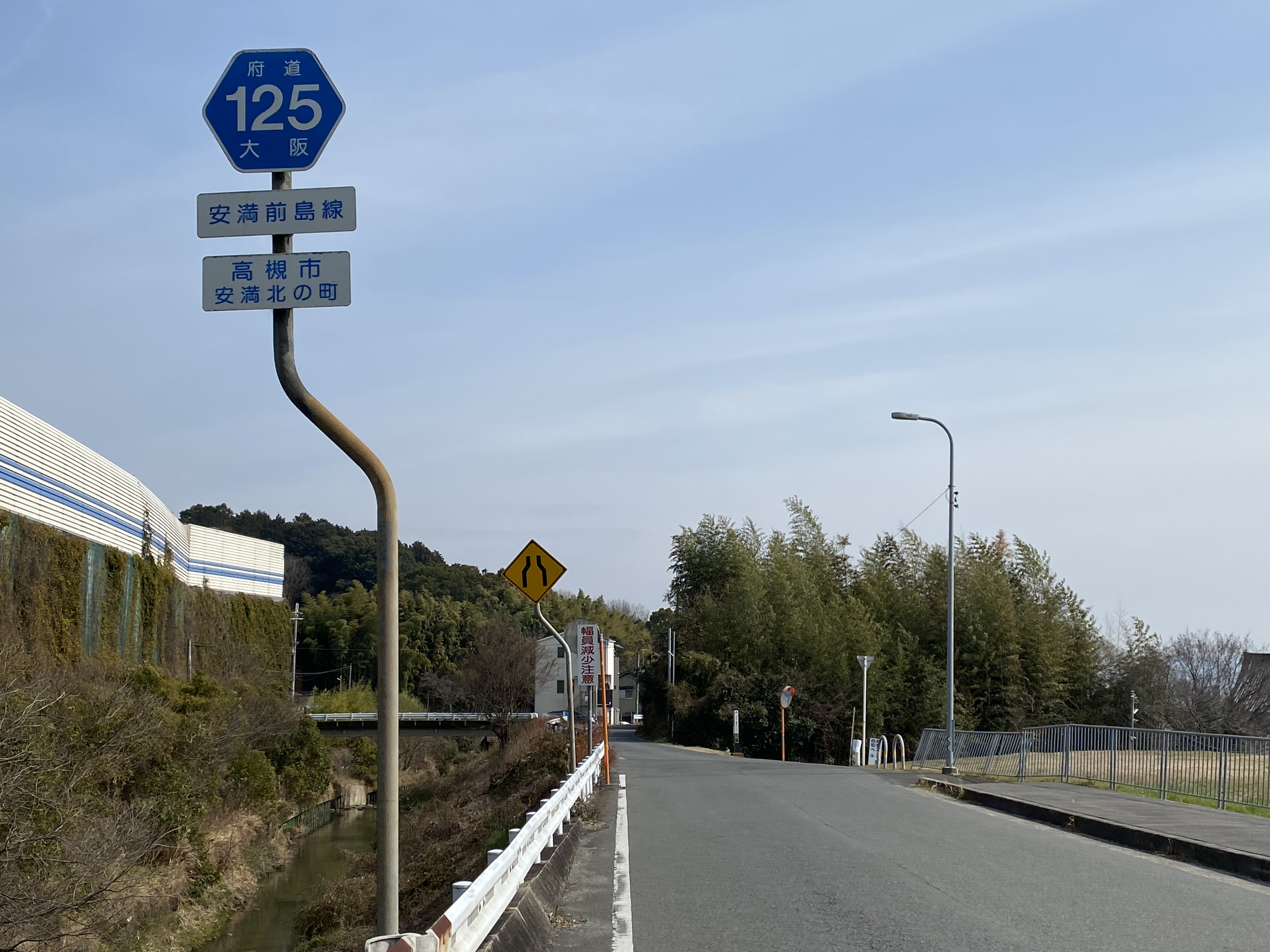
路線番号標識

### 通過する自治体
- 大阪府
  - 高槻市

### 交差する道路
| 交差する道路                                        | 交差する場所 | 交差する場所 |
| --------------------------------------------------- | ------------ | ------------ |
| 京都府道・大阪府道79号伏見柳谷高槻線                | 安満北の町   | 起点         |
| 京都府道・大阪府道67号西京高槻線 重複区間起点       | 山手町1丁目  |              |
| 京都府道・大阪府道67号西京高槻線 重複区間終点       | 萩之庄1丁目  |              |
| 国道171号 大阪府道・京都府道14号大阪高槻京都線 重複 | 萩之庄4丁目  |              |
| 大阪府道・京都府道14号大阪高槻京都線 / バイパス     | 井尻2丁目    |              |
| 大阪府道17号枚方高槻線                              | 前島1丁目    | 終点         |

### 交差する鉄道
- 東海道本線
- 阪急京都本線
- 東海道新幹線

### 沿線
- 高槻市立第八中学校
- イオン高槻店（旧ジャスコシティ高槻）
- ジャパン高槻東店
- 桧尾川
- 淀川